# Тритионат калия
Тритионат калия — неорганическое соединение,
соль калия и тритионовой кислоты с формулой K2S3O6,
бесцветные кристаллы,
растворяется в воде.

## Получение
- Пропускание диоксида серы через насыщенный раствор тиосульфата калия:

{\displaystyle {\mathsf {2K_{2}SO_{3}S+3SO_{2}\ {\xrightarrow {-10^{o}C}}\ 2K_{2}S_{3}O_{6}\downarrow +S\downarrow }}}

## Физические свойства
Тритионат калия образует бесцветные кристаллы
ромбической сингонии,
пространственная группа P nam,
параметры ячейки a = 0,977 нм, b = 1,363 нм, c = 0,576 нм, Z = 4.
Растворяется в воде, не растворяется в этаноле.